# Leucosyke salomonensis
Leucosyke salomonensis är en nässelväxtart som beskrevs av Unruh. Leucosyke salomonensis ingår i släktet Leucosyke och familjen nässelväxter. Inga underarter finns listade i Catalogue of Life.